# Derek McInnes
Derek McInnes (* 5. Juli 1971 in Paisley, Schottland) ist ein ehemaliger schottischer Fußballspieler, und aktueller Fußballtrainer. In seiner Karriere als Spieler stand McInnes in seinem Heimatland Schottland, England und Frankreich unter Vertrag. Im Jahr 2002 lief der Mittelfeldspieler zweimal für die schottische Nationalmannschaft auf. Nach dem Ende seiner Spielerlaufbahn im Jahr 2008 arbeitet McInnes erfolgreich als Trainer.

## Karriere

### Als Spieler
McInnes begann seine Karriere 1987 bei Gleniffer Thistle in der Geburtsstadt Paisley. Bereits ein Jahr später, 1988, wechselte der Mittelfeldspieler zum rund 30 Kilometer entfernten Club Greenock Morton. Bis zum Jahr 1995 absolvierte er für diesen Verein 221 Ligaspiele, und erzielte dabei 19 Tore. Größte Erfolge waren dabei der Aufstieg von der Second in die First Division 1995 sowie das Erreichen des Finals im Scottish League Challenge Cup 1992/93, das gegen Hamilton Academical verloren wurde. Im August 1995 wechselte McInnes für eine Ablöse von 300.000 Pfund zu den Glasgow Rangers. Bei den Rangers kam er in den vier Spielzeiten, die er bei diesen verblieb, nur sporadisch zum Einsatz. Er galt in den Kadern der verschiedenen Spielzeiten als Ergänzungsspieler für das Stammpersonal um Jörg Albertz, Ian Durrant, Ian Ferguson, Paul Gascoigne, Brian Laudrup, Stuart McCall, Oleksij Mychajlytschenko, Charlie Miller und Trevor Steven. Trotzdem gewann er als Bestandteil der Mannschaften 1996 und 1997 zweimal die Meisterschaft und den Pokalsieg 1996 und 1999. In seiner Zeit bei den Rangers wurde McInnes nach England zu Stockport County sowie nach Frankreich zum FC Toulouse verliehen. Im Juli 2000 endete der Karriereabschnitt in Glasgow, als er für eine halbe Million Pfund zu West Bromwich Albion wechselte. Im Oktober desselben Jahres erlitt McInnes einen Kreuzbandriss und fiel zunächst aus. Nach seiner Genesung konnte er sich in den folgenden Spielzeiten einen Stammplatz erkämpfen. Im Jahr 2003 kehrte McInnes zurück nach Schottland und spielte drei Jahre lang für Dundee United. Von 2006 bis Januar 2007 spielte er eine halbe Saison für den englischen Club FC Millwall, bevor der bereits 35-jährige McInnes einen Vertrag beim FC St. Johnstone unterschrieb. Mit Ende der Karriere als Spieler gewann er zum Abschluss den Scottish League Challenge Cup 2007/08.
Im Jahr 2002 hatte McInnes zwei Länderspiele unter Berti Vogts für die schottische Fußballnationalmannschaft gegen Dänemark und Portugal absolviert.

### Als Trainer
Derek McInnes begann seine Trainerlaufbahn im November 2007 beim FC St. Johnstone als Nachfolger von Owen Coyle, der zuvor zum FC Burnley gewechselt war. Für den Verein aus Perth blieb er bis zum Jahr 2011 auf der Trainerbank. Die folgenden beiden Jahre war er bei Bristol City in der Funktion des Teammanagers tätig, bevor er entlassen wurde. Ab 2013 war McInnes Trainer beim schottischen Erstligisten FC Aberdeen. Gleich in der ersten Saison gewann der neue Manager mit dem Team den Scottish League Cup 2013/14. McInnes betreute Aberdeen bis März 2021. Im Januar 2022 wurde er Trainer des schottischen Zweitligisten FC Kilmarnock, mit dem er im ersten Jahr aufsteigen konnte.
McInnes wurde im Mai 2025 zum Cheftrainer von Heart of Midlothian ernannt.

## Erfolge
als Spieler:
mit Greenock Morton:
- Second Division: 1995

mit den Glasgow Rangers:
- Schottischer Meister: 1996, 1997
- Scottish Pokalsieger: 1996, 1999

mit dem FC St. Johnstone:
- Scottish League Challenge Cup: 2008

als Trainer:
mit dem FC St. Johnstone:
- First Division: 2009

mit dem FC Aberdeen:
- Schottischer Ligapokalsieger: 2014